# Otto Lara Resende
Otto Lara Resende (São João del Rei, 1922. május 1. – Rio de Janeiro, 1992. december 28.) brazil újságíró, író és regényíró. Már 14 évesen tanárnak állt, később az újságírásra áttérve számos lapnak dolgozott.
A Brazil Szépirodalmi Akadémia 39. székében a patrónus Francisco Adolfo de Varnhagen 6. utódja volt.

## Művei
- O lado humano (1952)
- Boca do inferno (1957, 1998)
- O retrato na gaveta (1962)
- O braço direito (1964)
- A cilada (1965)
- As pompas do mundo (1975)
- O elo partido e outras histórias (1991)
- Bom dia para nascer (1993)
- O príncipe e o sabiá e outros perfis (1994)
- A testemunha silenciosa (1995)